# پری‌الیکایی والا
پری‌الیکایی والا (نام علمی: Malurus cyaneus) نام یک گونه از سرده پری‌الیکایی است.

## نگارخانه

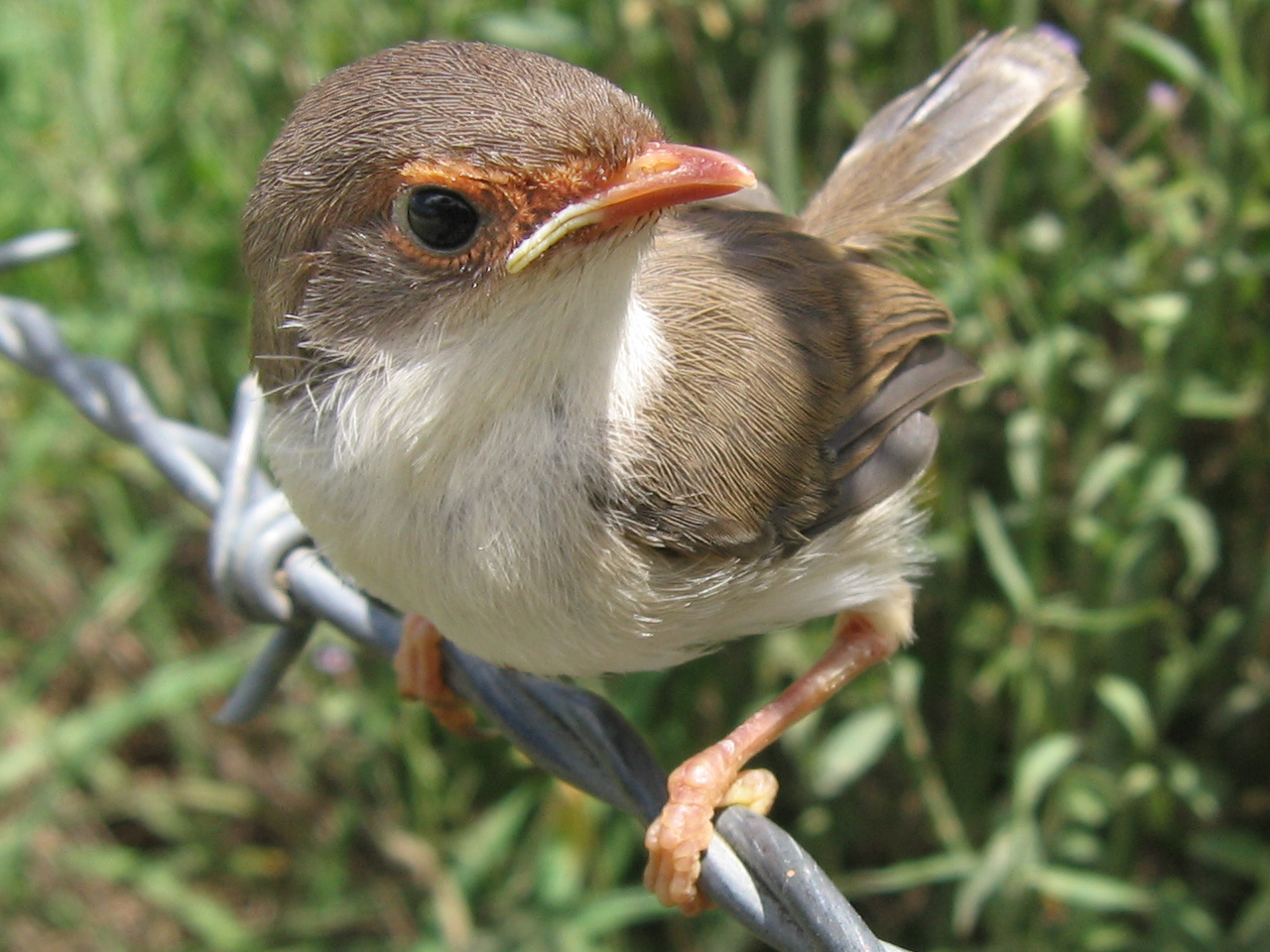
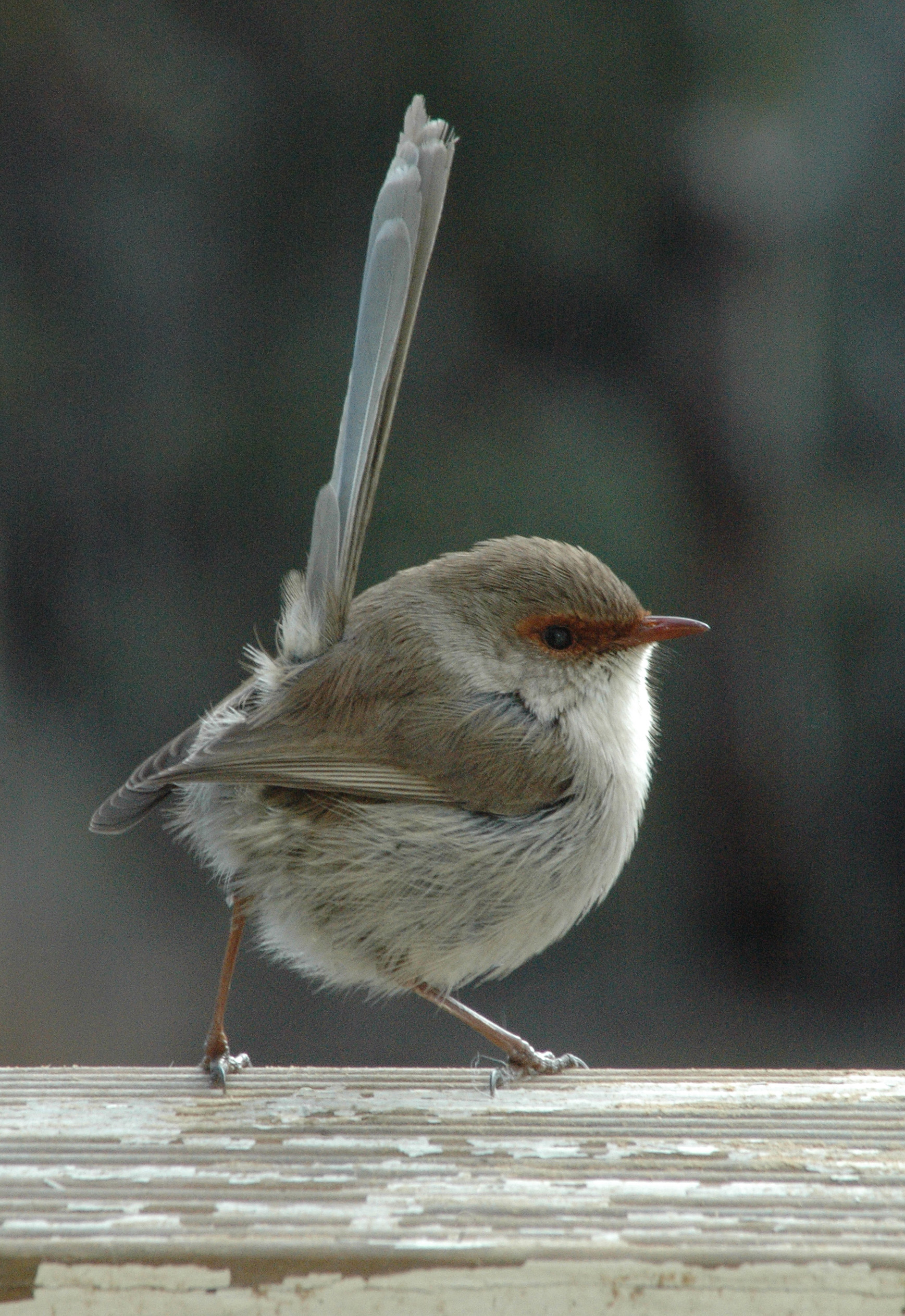
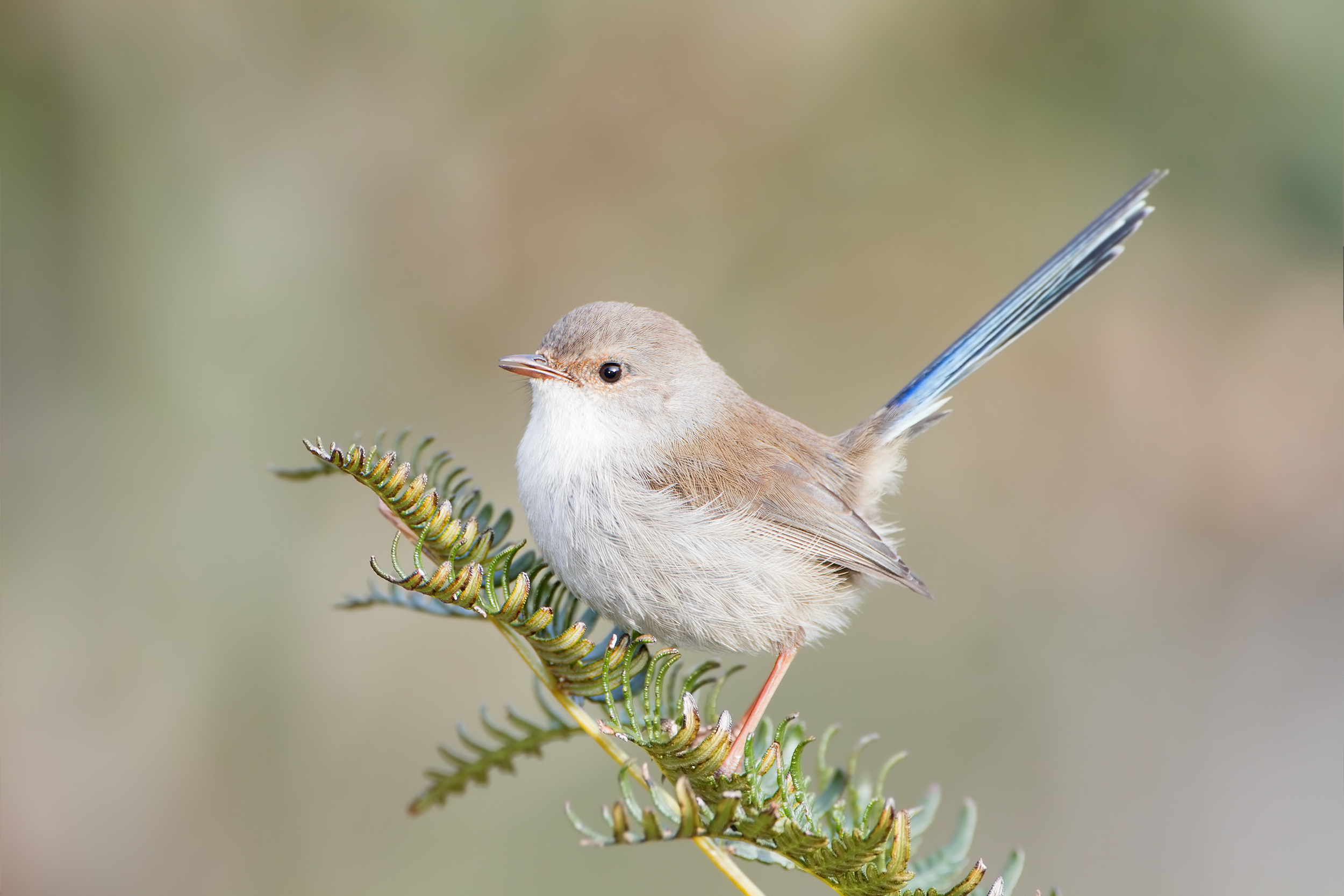
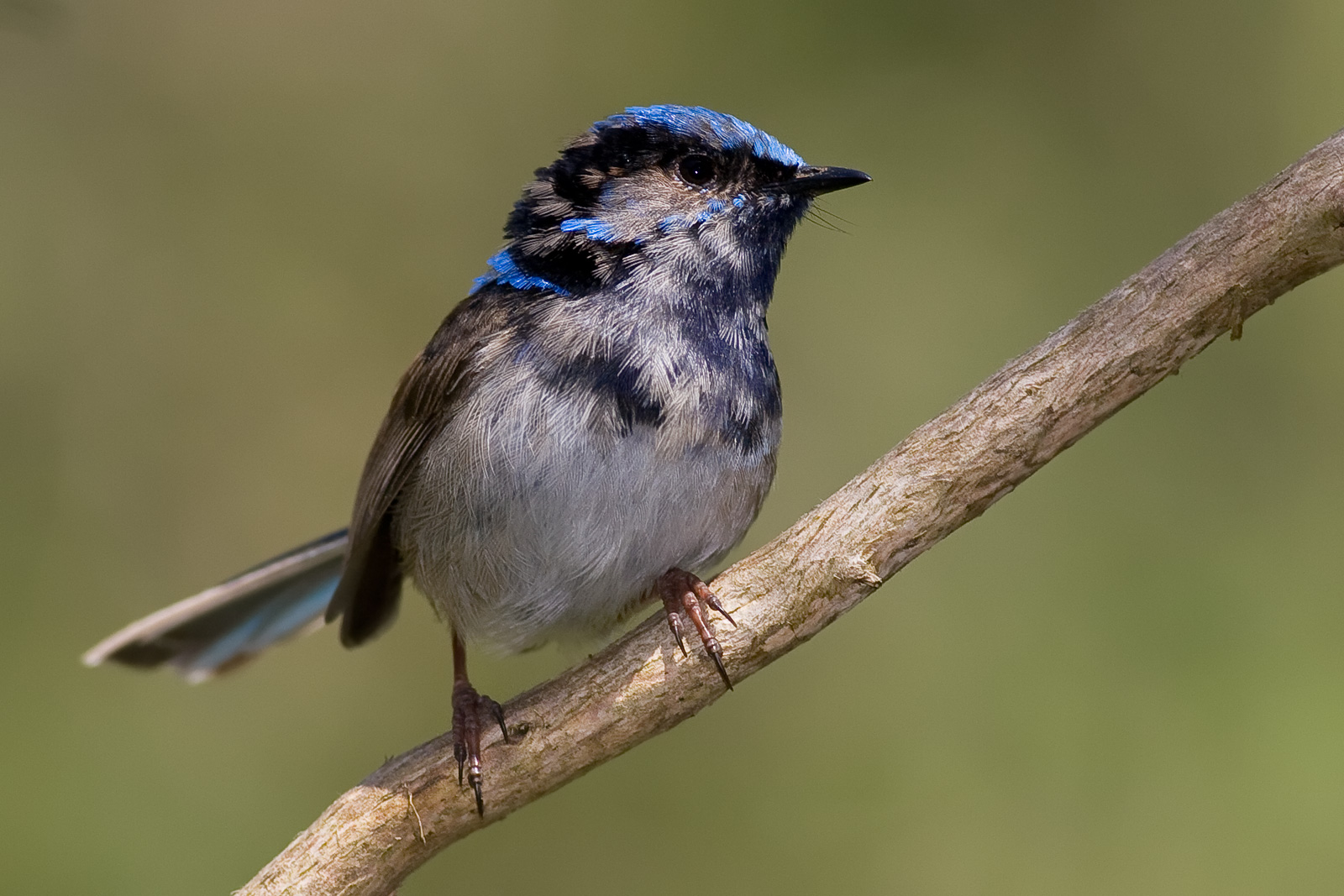